# Corno postale

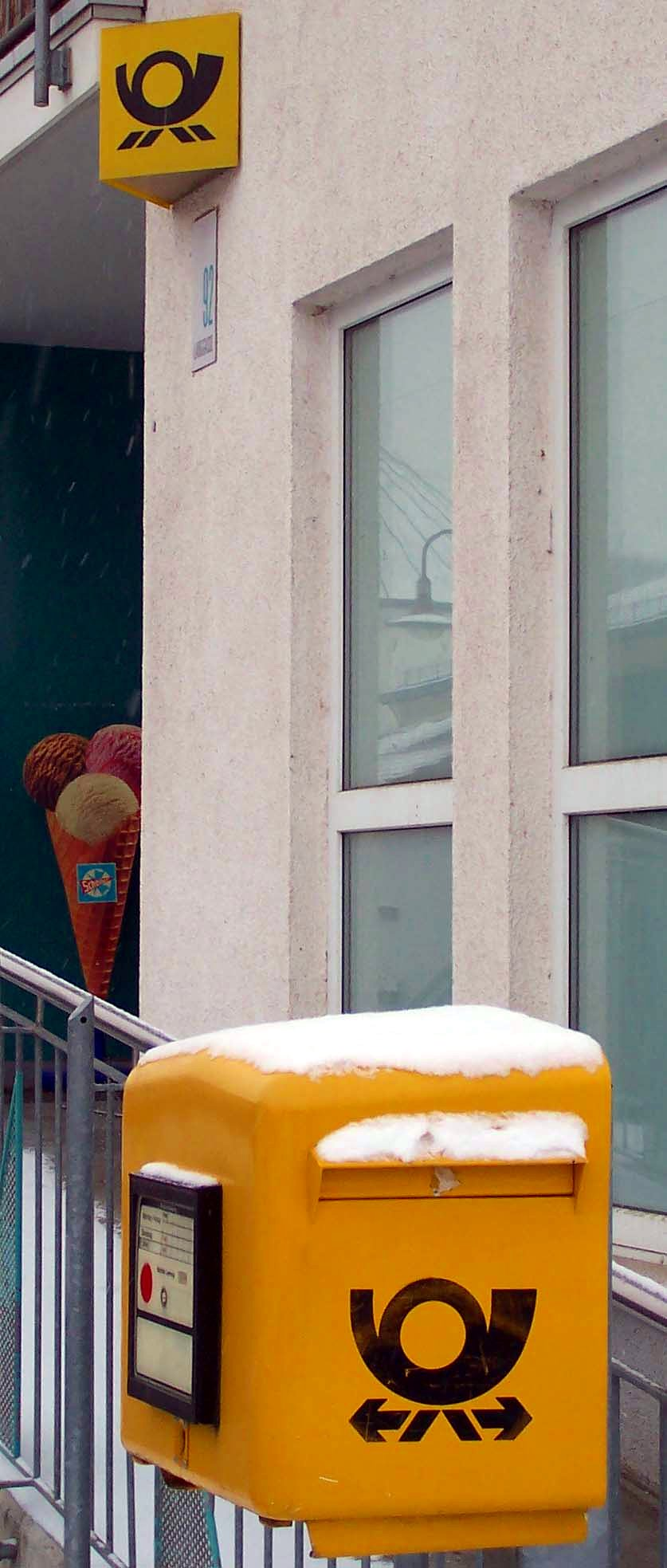
Cassetta delle lettere con il logo del corno postale in Germania.

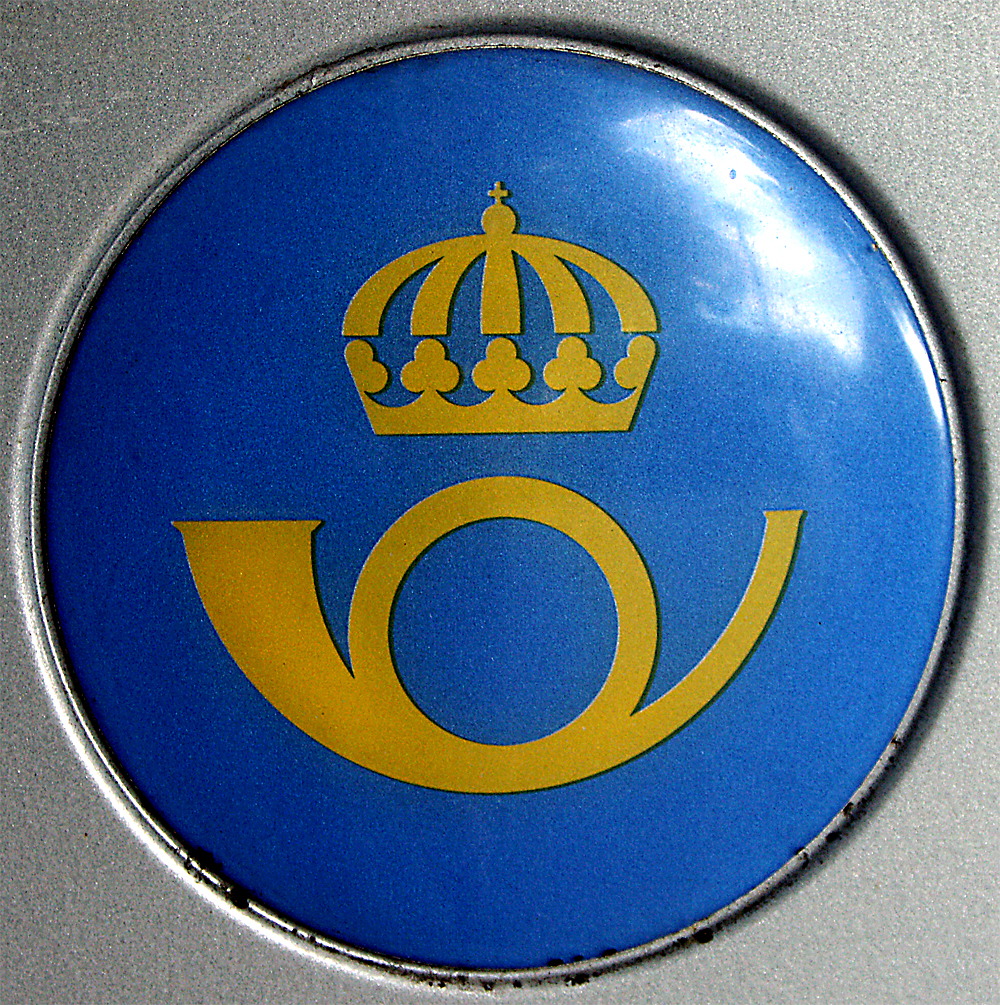
Logo del corno postale in Svezia.

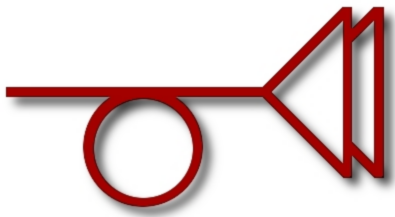
Raffigurazione stilizzata dal romanzo L'incanto del lotto 49 di Thomas Pynchon.

Il corno postale (noto anche come cornetta da postiglione) è uno strumento musicale a fiato della sottofamiglia degli ottoni, con canneggio cilindrico; veniva usato principalmente dai corrieri postali e dalle diligenze postali, per segnalare il loro arrivo e la loro partenza, oppure dai postiglioni, specialmente durante il Settecento e l'Ottocento.
Di solito lo strumento ha una forma circolare o arrotolata con tre giri del tubo, sebbene certe volte si possa anche presentare diritto (non è da confondere quindi col corno da caccia); è quindi un esempio di corno naturale. La cornetta fu sviluppata dal corno postale aggiungendo delle valvole rotanti.
Mozart, Mahler ed altri celebri compositori inserirono delle parti per questo strumento in alcune loro opere; di solito in queste occasioni a suonare lo strumento è un cornista. Uno degli esempi più celebri dell'impiego del corno postale in un brano sinfonico è dato dai due lunghi fuori campo presenti nel terzo movimento della Terza Sinfonia di Mahler, in cui lo strumento intona un motivo nostalgico. A causa della relativa rarità di questo strumento, spesso si fa ricorso ad una tromba o ad un flicorno in sua sostituzione.
Lo strumento è usato come logo del servizio postale nazionale in molte nazioni, come per esempio Svizzera, Svezia e Germania.